# 2023 год в Азербайджане
Год Гейдара Алиева.
Продолжение председательства в Движении неприсоединения

## Февраль
- 13 февраля — Начато строительство тепловой электростанции мощностью 1280 мегаватт в городе Мингячевир[4]
- 17 февраля — Участие в  59-й Мюнхенской конференции по безопасности[5]

## Март
- 2 марта — Саммит Контактной группы Движения неприсоединения по борьбе с COVID-19[3][6][7][8]
- 4 марта — Запущено железнодорожное сообщение Баку — Габала — Баку[9].
- 8 марта — Азербайджан подписал протокол №13 к Конвенции о защите прав человека и основных свобод, вводящий абсолютный запрет на смертную казнь[10]
- 16 марта — Участие в чрезвычайном Саммите глав государств Организации тюркских государств на тему ликвидации последствий землетрясения в Турции 6 февраля 2023 года (Анкара)[11]
- 17 марта — Открыт после реконструкции таможенный пропускной пункт Ханоба[азерб.] на границе с Россией (Хачмазский район)[12][13]
- 20 марта — Начало морской транспортировки танкерами нефти с месторождения Кашаган по маршруту Актау — Баку[14]
- 24 марта  — Начат транзит казахстанской нефти по нефтепроводу Баку — Тбилиси — Джейхан[15]
- 27 марта — Отменено требование наличия COVID-паспортов внутри страны и для въезда в страну[16]

## Апрель
- 20 апреля — Прекратил работу по причине выхода из строя спутник «Azersky». Связь со спутником была потеряна[17]

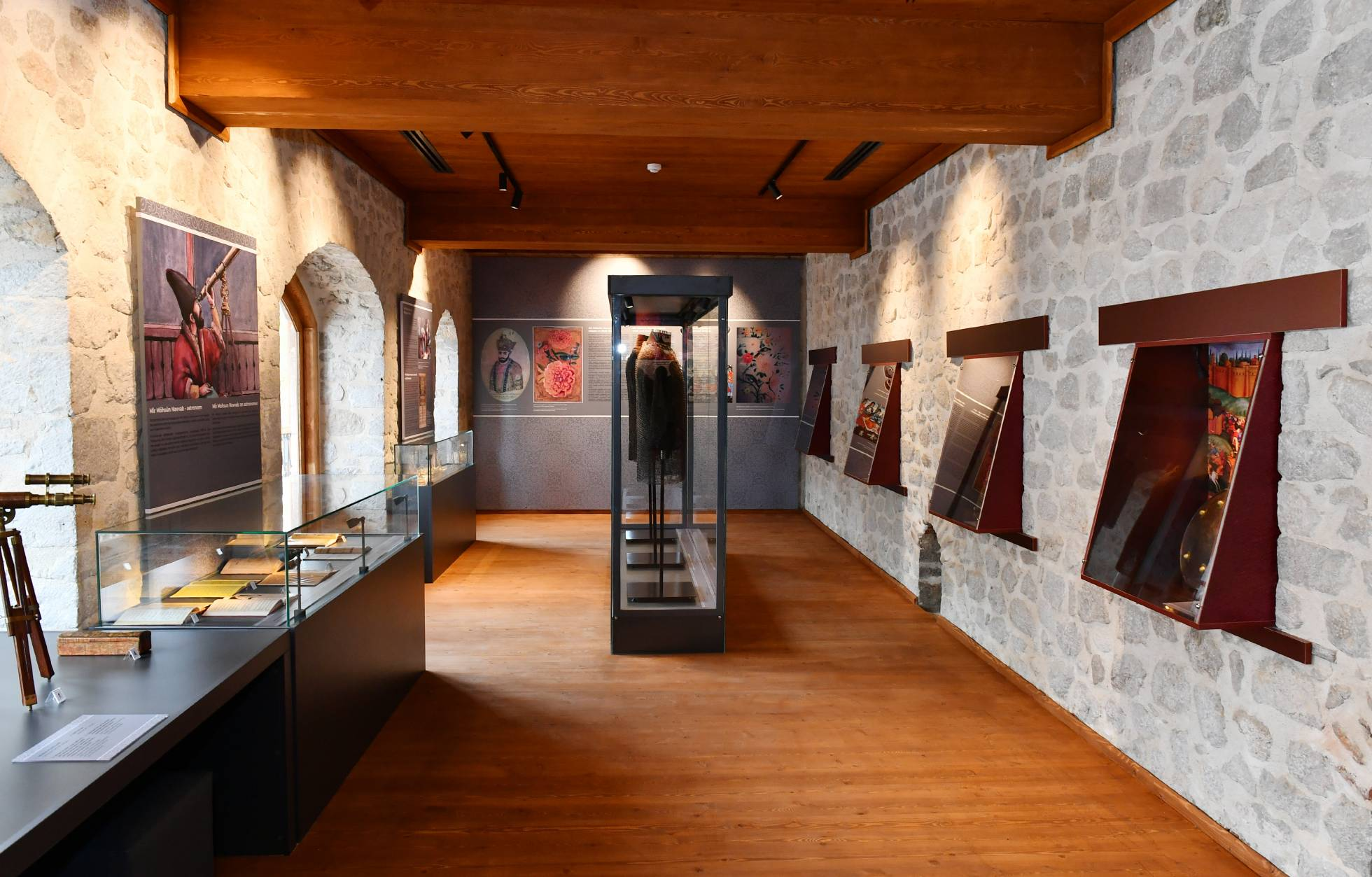
Верхняя мечеть Гевхар-аги Май 2023

## Май
- 10 мая — Открыта после реставрации Верхняя мечеть Гевхар-аги (Шуша)[18]
- 17 мая — «Гюнай банк» объявлен банкротом[19][20]
- 19 мая — Закрыт офис Международного валютного фонда в Азербайджане[21]
- 23 мая — Опубликовано третье издание Красной книги Азербайджана[22]
- 25 мая — Участие азербайджанской делегации в заседании Высшего Евразийского экономического совета[23]
- 31 мая — 2 июня — Бакинская энергетическая неделя[24][25]

## Июнь
- 1—2 июня — 28-й Бакинский энергетический форум[24][26]
- 3 июня — В г. Шуша на территории Шушинской тюрьмы обнаружено массовое захоронение[27][28][29]
- 9 июня
  - SOCAR открыла первую водородную заправочную станцию. Станция была открыта в Швейцарии[30]
  - Открыт первый этап Алятской свободной экономической зоны[31]
- 14—17 июня — Участие делегации Азербайджана на Петербургском международном экономическом форуме 2023[32]
- 16 июня — Историческая территория села Туг объявлена историко-архитектурным и природным заповедником[33]
- 24 июня — Отозвана лицензия страховой компании «Günay Sığorta»[34][35]
- Извлечены первые объёмы газа с месторождения «Апшерон»[36]

## Июль
- 5—6 июля — Заседание министров координационного совета Движения неприсоединения (Баку)[37][38]
- 28 июля — На территории Огузского и Шекинского районов принято решение о строительстве Алиджанчайского водохранилища[39]

## Август
- 3 августа — Обрушилась часть плотины на участке Верхне-Карабахского водоканала в Бардинском районе длиной 8 м. Подтоплены сотни гектаров посевных площадей и прилегающие территории[40][41]
- 15 августа
  - Введён в эксплуатацию фармацевтический завод «Diamed» (Баку)[42]
  - Введён запрет на продажу лекарственных средств, не внесённых в государственный реестр[43]
  - В Шуше обнаружено массовое захоронение 17 человек[44][45]
- 25 августа — В Лачинском районе введены в эксплуатацию малые ГЭС «Мишни» и «Алхаслы»[46]

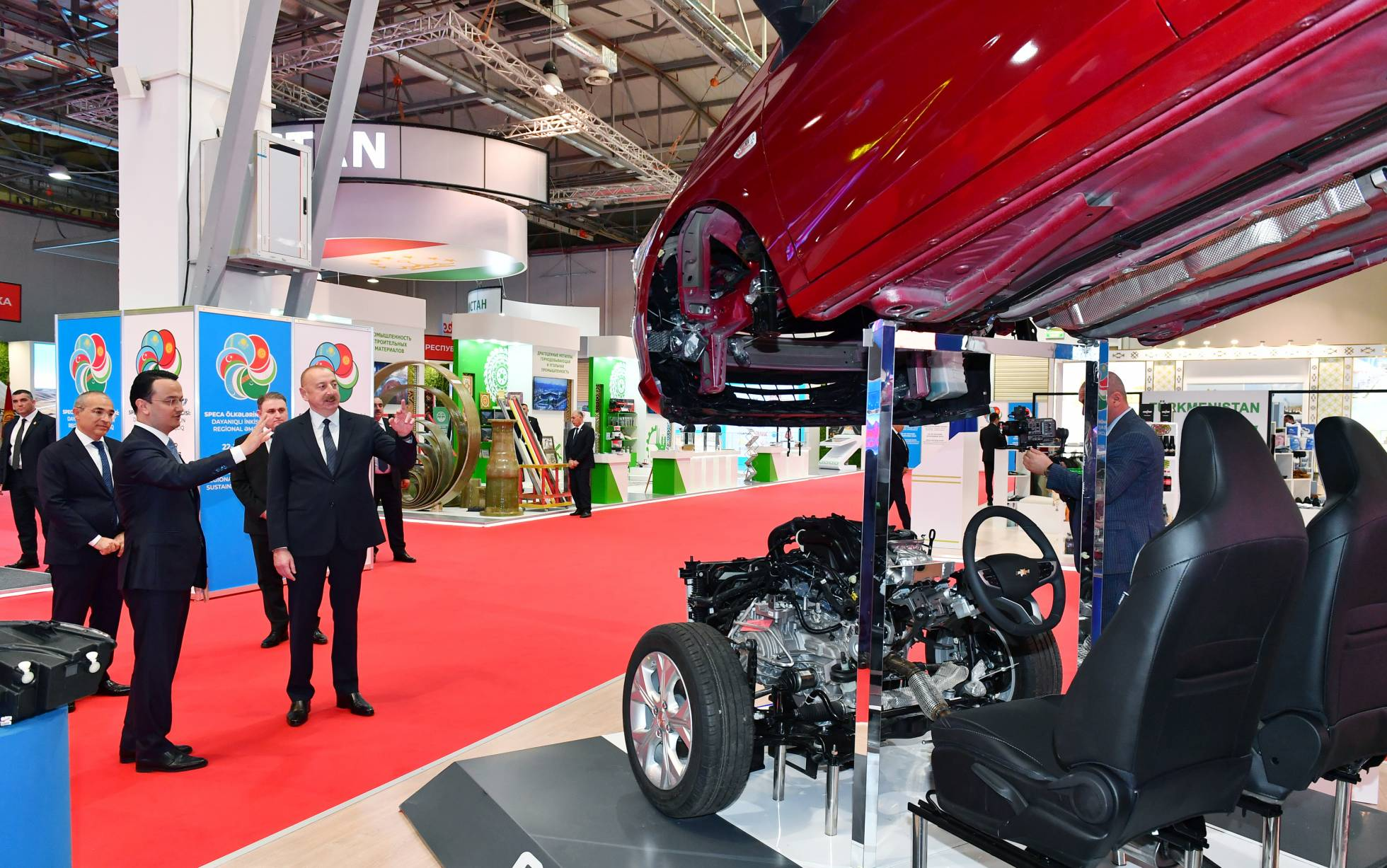
Выставка стран СПЕКА Баку

## Сентябрь
- 4 сентября — Создан заповедник «Хыналыг и Кочевой путь»[47]
- 16 сентября — Участие в саммите «G77+Китай» 2023 (, Гавана)[48]
- 17 сентября — Азербайджанская часть Гирканских лесов внесена в список объектов всемирного наследия ЮНЕСКО[49][50]
- 18 сентября — Культурный ландшафт народа Хыналыг и маршрут перегона скота «Кёч-Йолу» внесены в Список объектов всемирного наследия ЮНЕСКО[51][52]
- 19 сентября -    Начало военной операции в Нагорном Карабахе
- 25 сентября
  - Начало строительства газопровода Ыгдыр (Турция) — Нахичевань[53][54]
  - срок особого карантинного режима по недопущению распространения пандемии коронавируса продлён до 2 января 2024 года[55]
- 26 сентября — В Баку впервые запущен электробус[56]
- 28 сентября — XXI Конгресс космического поколения (Баку)[57][58]
- 29 сентября — 1 октября — II Азербайджанский национальный градостроительный форум[59]

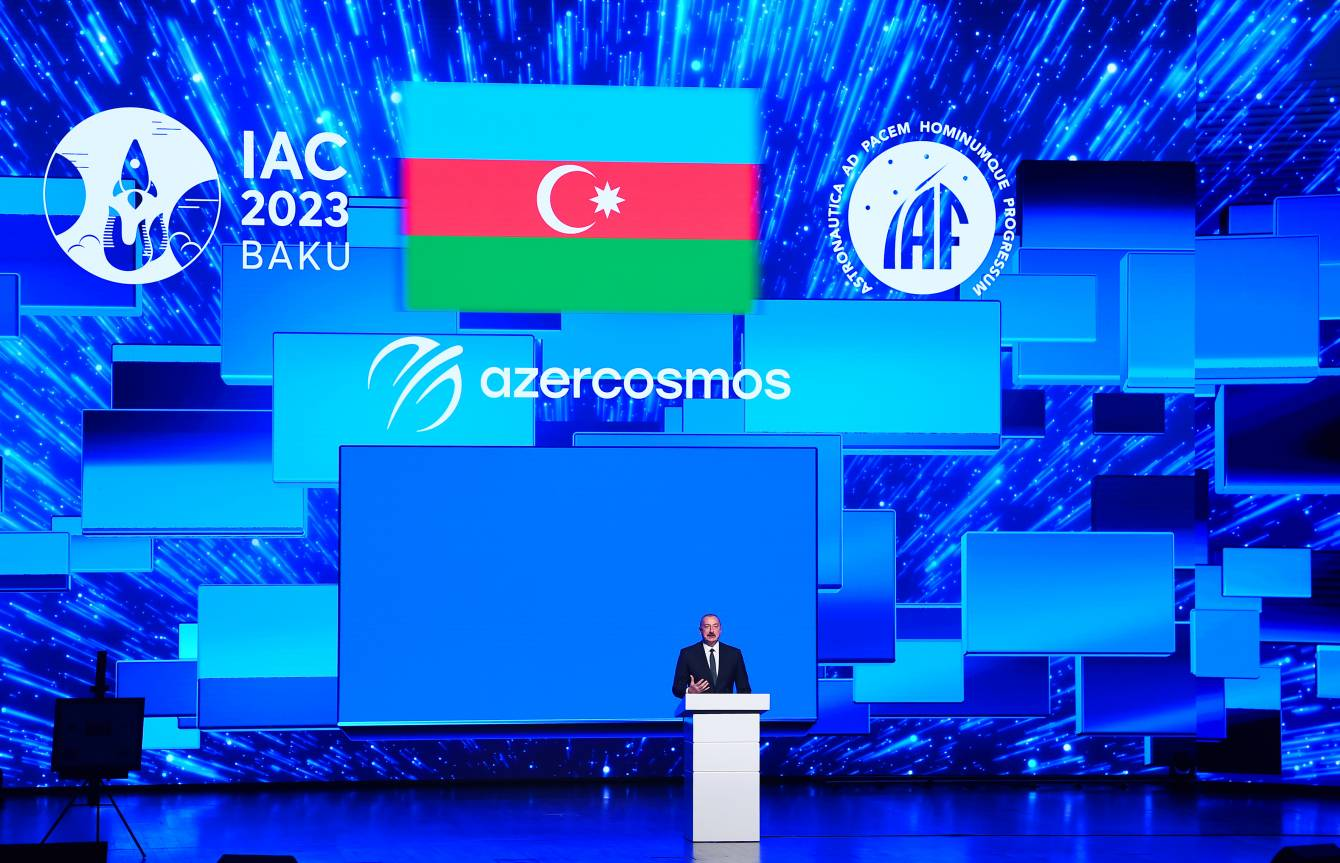
74-й Международный конгресс астронавтики

## Октябрь
- 2—6 октября — 74-й Международный конгресс астронавтики[60][61]
- 9 октября — Азербайджан присоединился к проекту Международной лунной станции[62]
- 10 октября — 27 заседание Совета министров иностранных дел Организации экономического сотрудничества[63]
- 15 октября — Сдано в эксплуатацию после восстановительных работ Суговушанское водохранилище[64]
- 20 октября — Открыта новая автомобильная дорога «Баку — Губа — государственная граница с Российской Федерацией»[65]
- 26 октября — Введена в эксплуатацию Гарадагская солнечная электростанция[66][67]

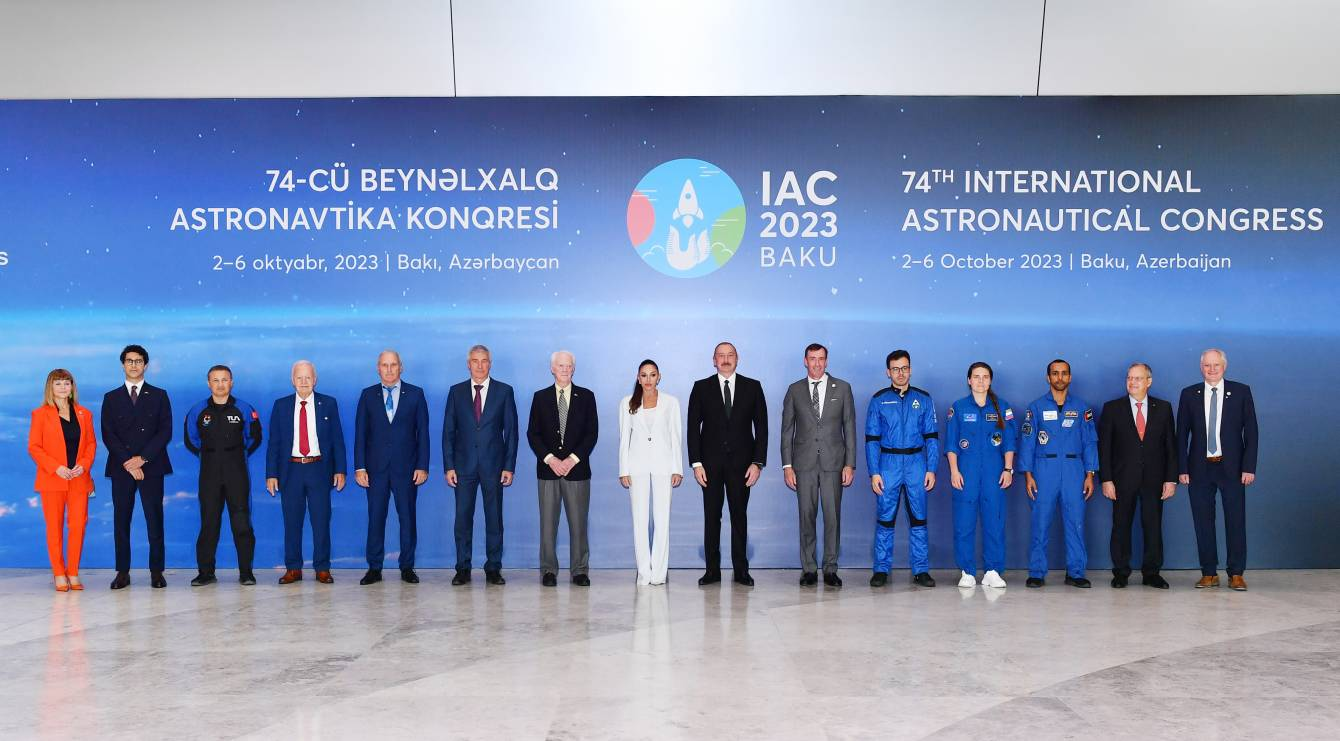
74-й Международный конгресс астронавтики

## Ноябрь
- 20—24 ноября — Неделя и саммит СПЕКА (Баку)[68][69][70][71][72]
- 30 ноября — 12 декабря — Участие в 28-й конференции ООН по изменению климата. На конференции представлен павильон Азербайджана[73].
- Начато внедрение системы выписки электронных рецептов[74]

## Декабрь
- 11 декабря — Срок действия карантинного режима в связи с недопущением распространения COVID-19 продлён до 2 апреля 2024 года[75]
- 18 декабря — 10 образцов нематериального культурного наследия Азербайджана включены в Список наследия исламского мира[76][77]
- 15 декабря — Национальная интернет-премия «MilliNet2.0»[78][79]
- 18—20 декабря — Форум «Культурное наследие»[80]
- 19 декабря — Интернет-премия NETTY 2023[81][82]
- 24 декабря
  - Введено в эксплуатацию Хачинчайское водохранилище[83]
  - Сдана в эксплуатацию автомобильная дорога Барда — Агдам[84].
- 28 декабря — Введён в эксплуатацию  завод по производству промышленных взрывчатых веществ гражданского назначения «AzerBlast»[85]
- 29 декабря — На территории комплекса «Имарет» в Агдаме обнаружено 213 могил. Большинство могил периода 1930-х - 1970-х годов. Присутствуют древние гробницы династии ханов[86].

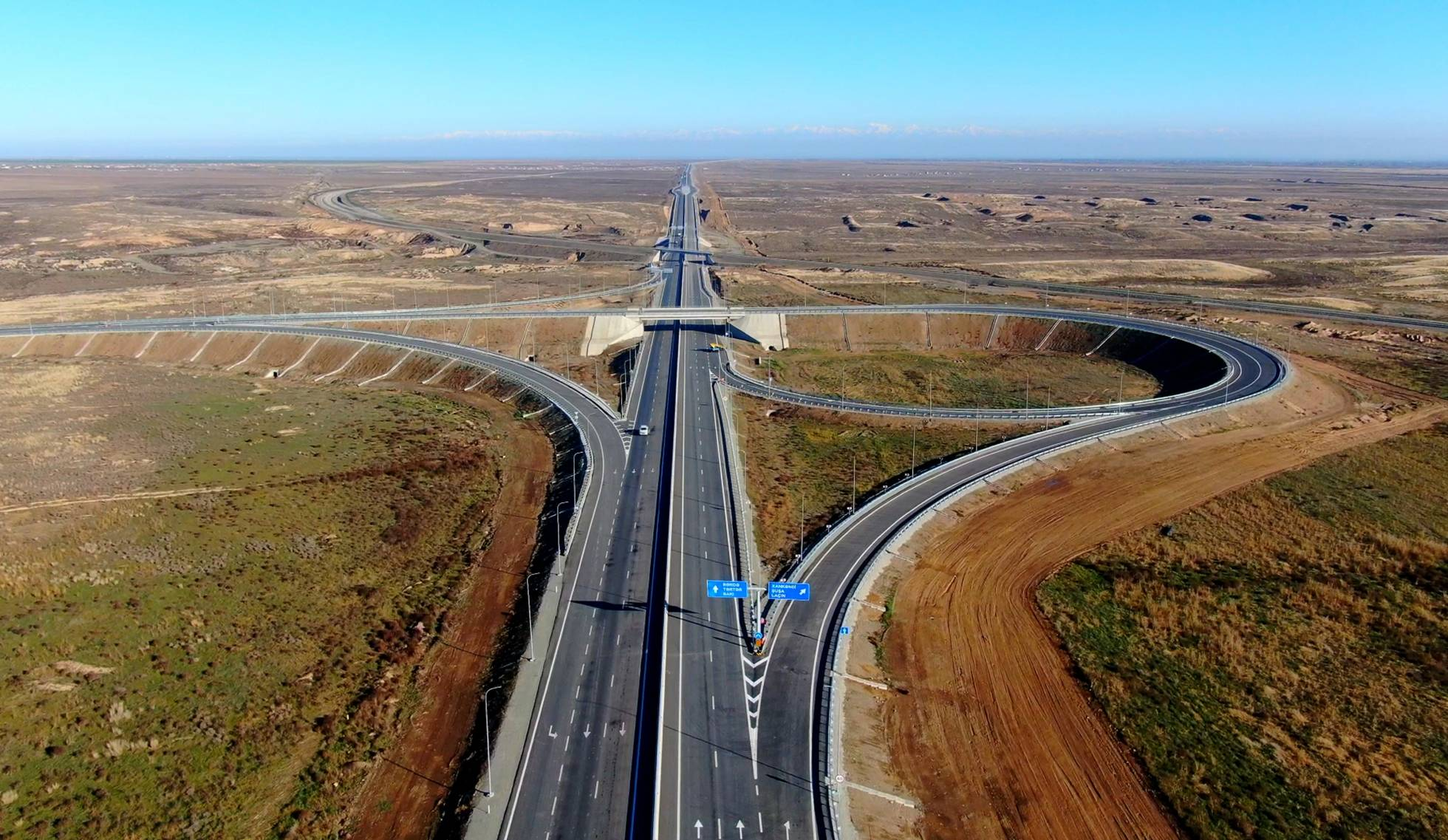
Развязка автомобильной дороги Барда - Агдам 2023.jpg

## Без точной даты
- Вспышка кори. За период с января по ноябрь зафиксировано 1 493 случая, в отличие от одного случая, зафиксированного в 2022 году[87].

## В науке
- 23 мая — на территории Физулинского района в ходе археологических раскопок обнаружен курган, в котором погребён правитель вместе с колесницей[88]
- 15 июня — трансплантация печени в определённых ситуациях как часть метода лечения гиперхолестеринеми включена в международный клинический протокол. Впервые подобный способ лечения был применён командой врачей под руководством Мирджалала Казими в 2019 году при операции пятилетнему ребенку, у которого в Центральном таможенном госпитале Азербайджана диагностировали гомозиготную семейную гиперлипидемию. Результаты и выводы данной операции включены в протокол[89][90][91]
- 4 июля — в Нахичевани в ходе раскопок на месте древнего поселения Тумбултепе обнаружены надгробные памятники и образцы керамики античного периода[92]
- 16 августа — на территории села Гаджиисмаиллы[азерб.] Джалилабадского района обнаружено средневековое кладбище[93]
- 23 августа — на территории археологического памятника Худутепе в селе Чеменли[азерб.] Джалилабадского района в ходе раскопок обнаружены артефакты периода средневековья, в том числе глазурованная и неглазурованная керамика, кострища, фрагменты тандыра, медная монета периода Хулагуидов[94]
- 28 августа — в пещере Дамджылы на территории государственного историко-культурного заповедника «Авей» обнаружены орудия труда каменного века[95]
- 15 ноября — в селе Мирашелли Агдамского района обнаружены каменное и земляное захоронения, предположительно относящиеся к периоду Кавказской Албании[96]
- 27 ноября — международная конференция «Наследие Кызылбашей в Азербайджане: по следам истории» (Баку)[97]

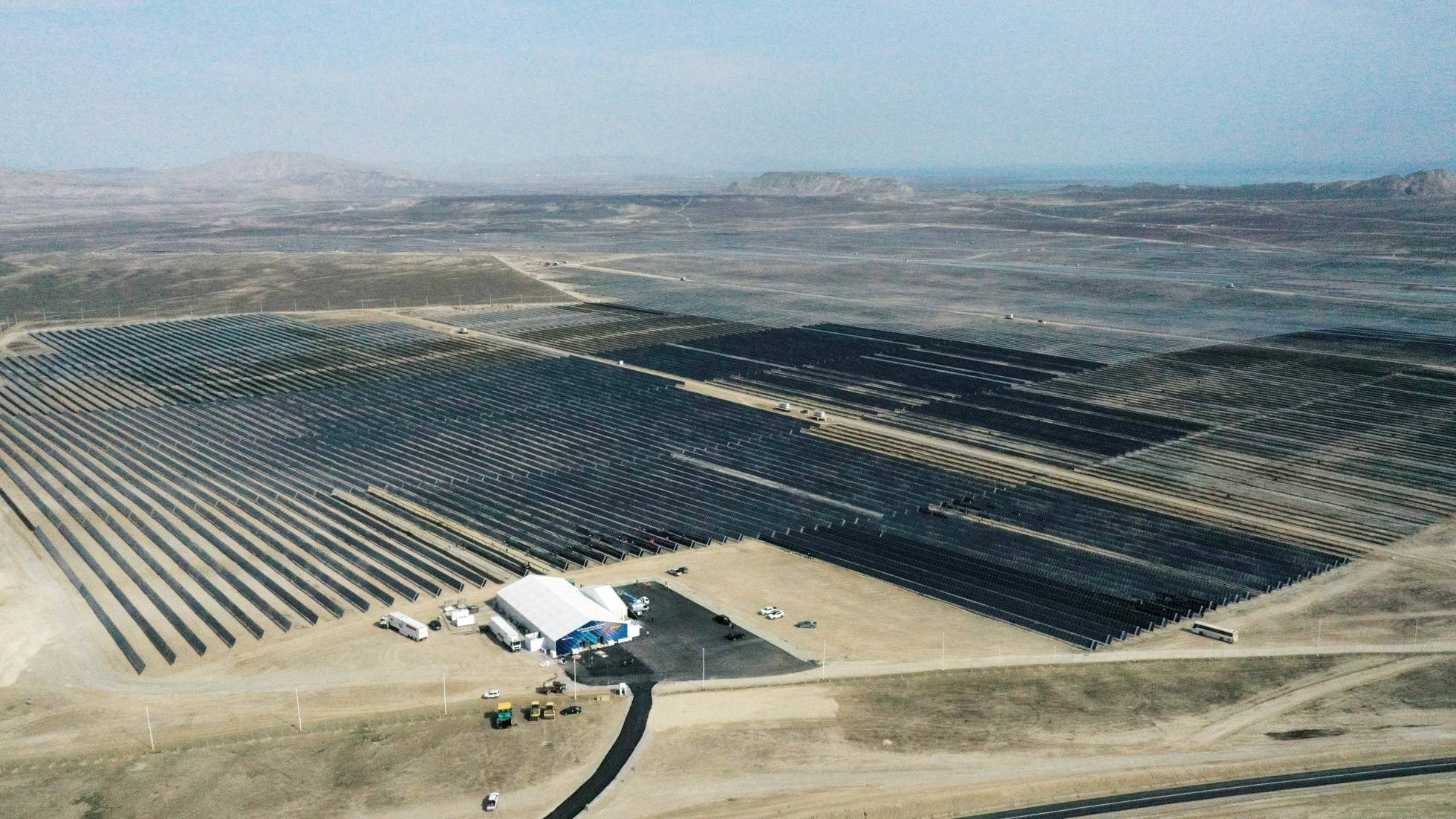
Гарадагская солнечная электростанция

## В культуре
- 15—29 июня — 2-й Baku Piano Festival[98][99]
- 26 августа — Пробег классических автомобилей[100][101]
- 1—3 сентября — Форум азербайджанского языка и литературы (Шемахы)[102]
- 26 сентября—1 октября — 7-й международный фестиваль документального кино «DokuBaku»[103][104]
- 8—11 октября — III Кинофестиваль тюркского мира «Коркут Ата» (Баку)[105]
- 2 ноября — 17 января 2024 — Выставка «Узун Хасан — правитель государства Ак-Коюнлу» (Центр Гейдара Алиева)[106][107][108]
- 16—18 ноября — Участие в IX Санкт-Петербургском международном культурном форуме[109]

## В спорте

### Февраль
- 4 февраля — Балабей Агаев стал победителем турнира «Большого шлема» по дзюдо (Париж)[англ.](, Париж)[110]

### Март
- 9—12 марта — В Баку проведён Кубок мира по спортивной гимнастике 2023[111][112]
- 19 марта — Сборная Азербайджана по вольной борьбе заняла первое место на чемпионате Европы по борьбе U-23[англ.] (, Бухарест)[113]
- 24 марта
  - Туран Байрамов завоевал золотую медаль на турнире «Большого шлема» в Тбилиси[англ.](дзюдо)(, Тбилиси)[114]
  - Гюльтадж Мамедалиева завоевала бронзовую медаль на турнире «Большого шлема» в Тбилиси[англ.](дзюдо)(, Тбилиси)[114]
- 26 марта
  - БК «Гянджа» завоевал Кубок Азербайджана по баскетболу[115]
  - Ирина Зарецкая, Фарида Алиева завоевали серебряные, Турал Агаларзаде, Фарид Агаев бронзовые медали на чемпионате Европы по карате 2023 (, Гвадалахара)[116][117]

### Апрель
- 14—16 апреля — В Баку прошёл 3-й международный турнир по художественной гимнастике «AGF Trophy»[118][119][120]
- 18 апреля — Гаджи Алиев, Алиаббас Рзазаде завоевали золотые медали, Магомедхан Магомедов завоевал серебряную медаль на чемпионате Европы по борьбе 2023 (, Загреб)[121][122][123]
- 20 апреля — Мария Стадник завоевала золотую медаль на Чемпионате Европы по борьбе 2023 (, Загреб)[124][125]
- 21 апреля — Мирфаттах Сеидалиев завоевал серебряную, Мехман Халилов, Хаджалы Гасымов, Джейхун Гусейнов бронзовые медали на Чемпионате Европы по самбо 2023 (, Хайфа)[126][127]
- 21–23 апреля – В Баку проведён Кубок мира по художественной гимнастике 2023[англ.][128][129]
- 23 апреля — Хасрат Джафаров, Ульви Ганизаде завоевали золотые медали на Чемпионате Европы по борьбе 2023 (, Загреб)[130][131][132]
- 28—30 апреля — Гран-при Азербайджана, Формула-1[133][134]

### Май
- 3—13 мая — Шахматный фестиваль «Baku Open 2023»[135][136]
- 12 мая — Роман Салей завоевал серебряную медаль на соревнованиях мировой серии по плаванию (, Берлин)[137]
- 17—21 мая — В Баку проведён 39-й чемпионат Европы по художественной гимнастике[138]
- 29 мая — 6 июня — В Баку проведён чемпионат мира по тхэквондо 2023[139][140].
- 30 мая — БК «Сабах» стал чемпионом Азербайджана по баскетболу[141]

### Июнь
- 7—11 июня — шоссейная многодневная велогонка Дорогая Шуша 2023[142]
- 20 июня — Шахрияр Мамедъяров занял третье, Гюнай Мамедзаде — второе место в командном ЕВРО по блицу (шахматы) при III Европейских играх. В командном зачёте сборная Азербайджана по шахматам завоевала третье место (, Краков) [143]
- 21 июня — Мехрибан Тагиева завоевала 1 золотую и 3 бронзовые медали на Специальных летних олимпийских играх 2023[англ.] в соревнованиях по художественной гимнастике (, Берлин)[144]
- 21 июня — 2 июля — Участие в III Европейских играх (, Краков)[145]

### Июль
- 8—17 июля — На чемпионате мира мира по лёгкой атлетике (МПК) 2023[англ.] Ламия Велиева выиграла золото на дистанции 100 и 400 м. (, Париж)[146][147]
- 10 июля — Сборная Азербайджана по художественной гимнастике завоевала три бронзовые медали на Чемпионате мира по художественной гимнастике среди юниоров 2023[англ.] (, Клуж-Напока)[148]
- 20 июля — Женская сборная Азербайджана по баскетболу впервые заявилась на отборочный этап чемпионата Европы. Сборная сыграет на отборочных матчах к Евро 2027[149].
- 23 июля
  - Женская сборная Азербайджана по баскетболу U-16 стала чемпионом Европы по баскетболу (дивизион C)[англ.][150][151]
  - Каратисты Азербайджана завоевали 5 золотых и 1 серебряную медали на международном турнире по карате (, Окинава)[152]
- 28 июля — 9 августа — Участие на XXXI Всемирной Летней Универсиаде (, Чэнду)[153][154]

### Август
- 4 августа — Роман Салей завоевал золотую медаль на Чемпионате мира по параплаванию 2023[англ.] (, Манчестер) и получил лицензию на Летние Паралимпийские игры 2024[155]
- 4—14 августа — Участие во 2-х играх стран СНГ (, Минск)[156][157]
- 5—13 августа — Чемпионат Европы по гандболу среди девушек до 17 лет 2023 (, Баку)[158][159]
- 29 июля — 25 августа — В Баку прошёл Кубок мира по шахматам 2023[160][161][162]
- 29 июля — 22 августа — В Баку проведён Кубок мира по шахматам среди женщин 2023
- 12 — 19 августа — Участие на Всемирной юношеской шахматной Олимпиаде (до 16 лет) (, Эйндховен)[163][164]
- 24 — 26 августа — Участие в чемпионате Европы по таэквондо в олимпийских весовых категориях[англ.] 2023 (, Таллин)[165][166][167]
- 27 августа — Юниорская сборная Азербайджана по дзюдо заняла первое место на чемпионате мира по дзюдо среди кадетов 2023[англ.] (, Загреб)[168][169]
- 28 августа — БК «Нефтчи» стал победителем Женской мировой серии ФИБА по баскетболу 3x3 (, Дебрецен)[170][171][172]

### Сентябрь
- 4—15 сентября — Участие в юношеском чемпионате Европы по шахматам[англ.] 2023 (, Мамая). Азербайджанские шахматисты завоевали 4 золотые, 2 серебряные, 1 бронзовую медаль[173][174]. Сборная Азербайджана стала первой в общекомандном зачёте[175].
- 7 сентября — Теймур Раджабов занял второе место в открытом турнире «Tata Steel India 2023[англ.]» в соревнованиях по рапиду[176][177]
- 7—10 сентября — Участие на Чемпионате Европы по дзюдо среди юниоров 2023[англ.](, Гаага)[178]
- 11 сентября — Сборная Азербайджана завоевала серебряные медали на 14 чемпионате Европы по конному поло (, Дюссельдорф)[179][180]
- 15 сентября — 11 октября — Участие в элитном раунде отборочного тура к Чемпионату мира по мини-футболу 2024[англ.][181]
- 16—17 сентября — Участие в открытом турнире Европы по дзюдо 2023 (, Сараево)[182]
- 16—24 сентября — Участие в Чемпионате мира по борьбе 2023 , Белград[183]. Сборная Азербайджана по греко-римской борьбе впервые стала чемпионом мира в командном зачете[184].
- 21—22 сентября — Международный турнир по художественной гимнастике «Grace of Nature» (Нахичевань)[185][186][187][188]
- 21—24 сентября — Участие в 10 чемпионате мира по паратхэквондо (, Веракрус). Сборная Азербайджана заняла третье место в командном зачёте[189]
- 22—24 сентября — Турнир Большого шлема по дзюдо 2023 (Баку)[190][191][192][193]

### Октябрь
- 1—4 октября — Чемпионат Европы по борьбе на поясах 2023 (Баку)[194][195]
- 6—10 октября — Участие в XVII молодежных дельфийских играх (, Бишкек)[196]
- 13—17 октября — Участие в открытом чемпионате мира по будо (, Ван). Сборная Азербайджана заняла второе место в командном зачёте. Спортсмены Азербайджана завоевали 8 золотых медалей[197]
- 18—22 октября — Участие в 31 чемпионате Европы по акробатической гимнастике (, Варна). Сборная Азербайджана завоевала 7 золотых и 2 серебряные медали[198][199]
- 19—21 октября — Участие в открытом первенстве Европы по тхэквондо среди кадетов (, Белград). Тхэквондисты Азербайджана завоевали одну золотую (Мехман Ганбарли), одну серебряную (Ульви Мамедов) и три бронзовые медали (Харун Гусейнов, Заур Гусейнов, Надир Пашаев)[200][201]
- 24—29 октября — Участие в чемпионате мира по карате 2023 (, Будапешт)[202]. Ирина Зарецкая завоевала золотую медаль[203][204]
- 26 октября — 4 ноября — Участие в чемпионате мира по мини-футболу ВФМ[англ.][205][206] (, Рас-эль-Хайма). Сборная Азербайджана заняла 4 место[207]

### Ноябрь
- 6—9 ноября — Участие во II Тюркской универсиаде (, Туркестан)[208]
- 10—20 ноября — Участие на чемпионате Европы среди боксеров в возрасте до 22 лет (, Будва)[209][210]
- 10—21 ноября — Участие в 24-м командном чемпионате Европы по шахматам (, Будва)[211][212]. Женская сборная Азербайджана завоевала серебряную медаль[213].

### Декабрь
- 1 декабря — Участие сборной Азербайджана по паратхэквондо в финале Гран-при по тхэквондо 2023[англ.] (, Манчестер)[214]
- 4—8 декабря — Церемония вручения наград FIA[англ.] Международной автомобильной федерации 2023 и Неделя FIA в Баку[215][216][217][218][219]
- 4—18 декабря — Участие сборной Азербайджана по тяжелой атлетике во II Гран-при Международной федерации тяжелой атлетики (, Доха)[220][221].  Дадаш Дадашбейли завоевал золотую медаль[222][223].
- 7—10 декабря — Участие на Чемпионате Европы по тхэквондо среди юношей до 21 года[англ.] (, Бухарест). Земфира Гасанзаде завоевала бронзовую медаль[224].
- 7—11 декабря — Мемориал Гашимова 2023 (Габала)[225][226]. Победителем турнира стал Видит Сантош Гуджрати[227].
- 14—17 декабря — Участие в чемпионате Европы по рапиду и блицу 2023 (шахматы) (, Загреб)[228][229]
- 16 декабря — Участие в открытом чемпионате Европы по дзюдо 2023[англ.] (, Приштина). Хидаят Гейдаров завоевал бронзовую медаль[230][231]
- 26—30 декабря — Участие в чемпионате мира по рапиду и блицу 2023[232]

## Скончались
- 22 января — Тунзаля Алиева[азерб.], актриса[233]
- 21 февраля — Рамиз Новруз, актёр[234]
- 2 марта — Шахин Гасанли[азерб.], теолог[235]
- 22 марта — Октай Алиев[азерб.], режиссёр, продюсер[236]
- 9 апреля
  - Азер Паша Нейматов, театральный режиссер[237]
  - Тагизаде, Ирана Тофик гызы, театральный режиссер[238]
- 29 апреля — Автандил Исрафилов, гармонист[239]
- 29 мая — Эльхан Гасымов[азерб.], актёр, режиссёр[240]
- 11 июля — Фазиль Наджафов, скульптор[241]
- 31 июля — Сурет Гусейнов, политик[242]
- 1 августа — Джамиль Фараджов[азерб.], кинорежиссёр[243]
- 25 сентября — Гевхар Раси-заде, биолог[244]
- 28 сентября — Ганира Пашаева, общественный деятель[245]
- 3 октября — Хошбахт Юсифзаде, геолог-нефтяник[246]
- 18 ноября — Акиф Аскеров, художник[247]
- 14 декабря — Рамиз Меликов, актёр[248][249]